# 전성진
전성진(2001년 7월 19일 ~ )은 대한민국의 축구 선수로, 포지션은 공격수이다. 현재 부산 아이파크 소속이다.

## 클럽 경력
울산 현대 축구단 유스 출신으로 고등학교 졸업 후 대학 무대가 아닌 2020년부터 새로 개편된 K3리그에 참여하는 경주시민축구단에 입단하였다.
세미프로 리그에서 활약하다가 2023년 제주 유나이티드에 입단하면서 프로 커리어를 시작하게 되었다.

## 수상 내역

### 대회 기록
현대고등학교 (2017 ~ 2019)
- 전국 고등 축구리그 왕중왕전 ● 준우승: 2019[1]